# 新エネ百選
新エネ百選（しんエネひゃくせん）は、官民問わず全国各地で実施された新エネルギー導入事業のうち、特に優れた案件100点のこと。選定は、経済産業省と独立行政法人新エネルギー・産業技術総合開発機構（NEDO）が行い、2009年6月1日に各事業主に認定証が授与された。

## 概要
新エネ百選は、各地域における新エネルギーの導入好事例とし、これらを積極的情報発信し全国展開することを目的として実施された。地域特性等を考慮し、47都道府県全てから選定された。
選定エネルギー区分は、太陽エネルギー、風力エネルギー、水力エネルギー、バイオマスエネルギー、温度差エネルギー、雪氷エネルギー、燃料電池、地熱エネルギー、及びそれらの複合。